# Канадарм

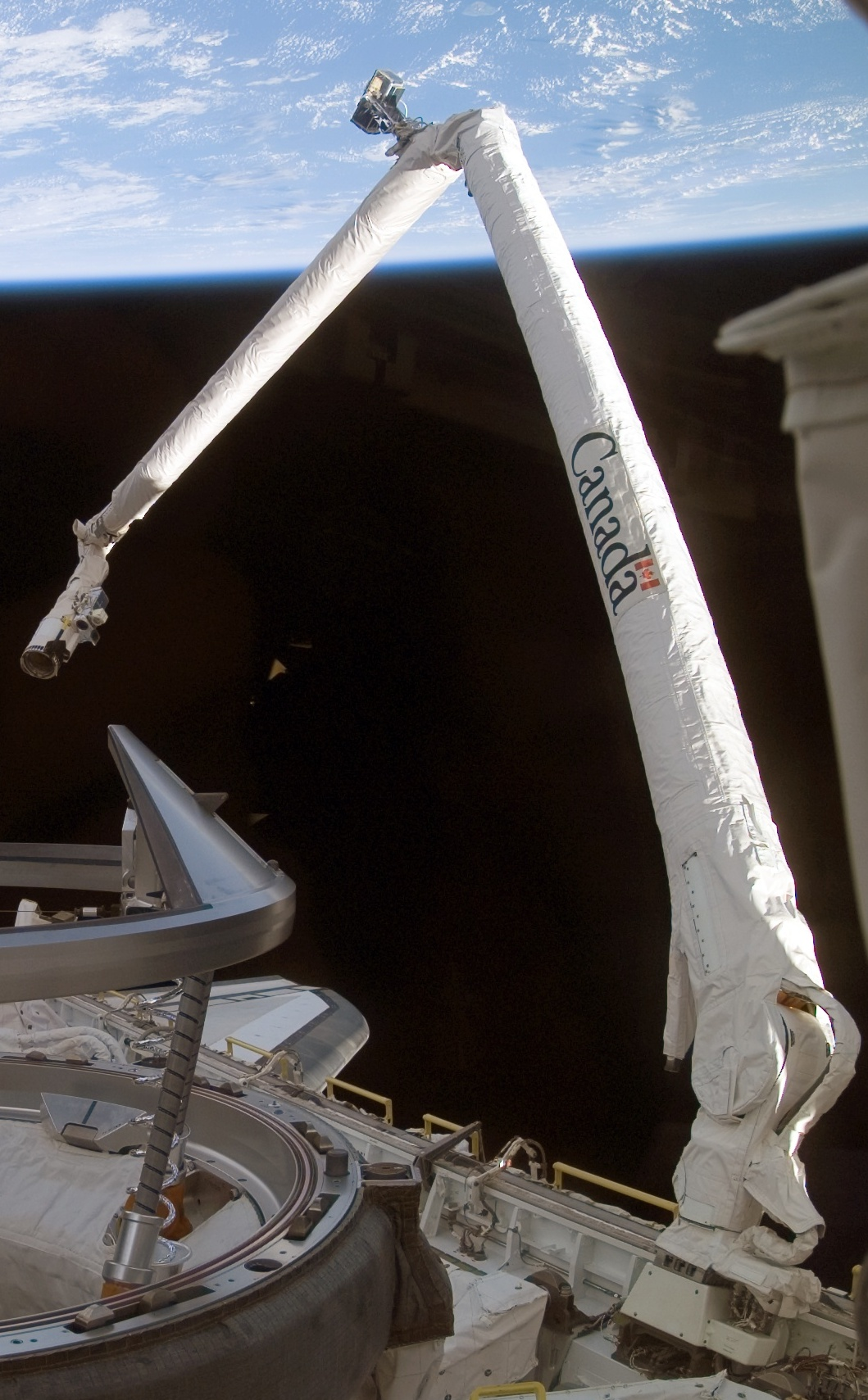
Маніпулятор Canadarm під час місії Діскавері STS-116

Канадський уряд словесний, розміщені на стороні Canadarm

Shuttle Remote Manipulator System (SRMS) (у перекладі: дистанційно керована система маніпулювання), більш відомий як  Канадарм 
(англ. Canadarm) — роботизовані маніпулятори першого покоління, створені Канадським космічним агентством. Використовувалися на шаттлах для переміщення вантажів у космосі. Всього було побудовано 5 таких маніпуляторів.

## Конструкція та характеристики
Маніпулятор розташовувався у вантажному відсіку шаттла, управління здійснювалося дистанційно з кабіни. Має 6 ступенів свободи. Механізм захоплення за принципом роботи нагадує діафрагму фотоапарата.
 Характеристики: 
- Довжина — 15,2 м (50 футів) ;
- Діаметр — 38 см (15 дюймів) ;
- Власна вага — 410 кг (900 фунтів);
- Вага в складі загальної системи — 450 кг (990 фунтів).

## Експлуатація
Вперше Canadarm використовувався на борту шатла Колумбія в ході місії STS-2 в 1981 році.
За час експлуатації маніпулятор Канадарм брав участь у 50 місіях та здійснив 7000 обертів навколо Землі, відпрацювавши без єдиної відмови.
Маніпулятор використовувався для захоплення телескопа Хаббл, переміщення і вивантаження понад 200 т компонентів МКС і переміщення астронавтів.

## Див також
- Канадарм2
- Декстр